# What I've Done
What I've Done är den första singeln från Linkin Parks tredje album Minutes to Midnight. Den spelades första gången på radio den 11 april, 2007, och blev släppt digitalt den 2 april, 2007. CD-singeln släpptes den 30 april 2007. Låten spelas i filmen Transformers. Den är även en spelbar låt i Guitar Hero World Tour.

## Bakgrund
Singeln och videon dök upp i iTunes Store den 6 april 2007, låten lades även ut i streamat format på Linkin Parks officiella webbplats och videon lades till kort därefter. Dagen efter blev den tillgänglig i fysiskt format i Storbritannien och Australien. 
Låten börjar med ett pianoriff, som påminner om ledmotivet från Halloween, innan låten går in i ett gitarrsolo. Under livespelningar, spelar Mike Shinoda pianointrot och gitarrsolot efter det spelas av Brad Delson. Den här låten skiljer sig från de flesta av Linkin Parks tidigare släppta låtar (förutom ”Breaking the Habit”) i att det bara är sångaren Chester Bennington som sjunger, förutom den korta "na na na"-refrängen i slutet av låten. ”What I've Done” var den sista låt som skrevs för Minutes to Midnight.
Låten förekommer även i filmen Transformers, där den spelas på Bumblebees radio medan Sam Witwicky (Shia LaBeouf) släpper av Mikaela Banes (Megan Fox) vid hennes hem. Den inleder sluttexterna, är del av det officiella soundtracket och användes mycket under filmens reklamkampanj. Megan Fox berättade att när bandet först fick reda på om filmen, så frågade de om de fick vara med i soundtracket.
En remix är tillgänglig på "Bleed It Out"-singeln och på turnéutgåvan av Minutes to Midnight med titeln What I've Done (Distorted Remix), vilken är omgjord av Mike Shinoda.

## Musikvideo
Musikvideon för What I've Done utforskar mänsklighetens många ironier, och effekterna av mänskligt liv på jorden och miljön. Den sammanställer flera delar av filmklipp: en överviktig man som äter snabbmat, en kvinna som mäter sitt midjemått och en man som är så undernärd att man kan se revbenen genom hans hud; Afroamerikaner som blir nersprutade och Ku Klux Klan; kärnvapenexplosioner, 11 september-attackerna, barn som viftar med amerikanska flaggor, ett barn från Mellanöstern som håller i en AK-47a, klipp av ett tankfartyg delat mitt itu, fåglar täckta av olja och så vidare. Bandets turntablist Joe Hahn  regisserade videomaterialet för singeln, vilket var inspelad i öknen i Kalifornien. Videon hade sin premiärvisning den 2 april, 2007 på MTV och Fuse. Den visades på MTV Asia, MTV Germany, TMF Netherlands och Kanadas MuchMusic den 3 april 2007.
Videon visar således filmklipp av när bandet spelar i öknen, blandat med arkivfilmer som reflekterar över flera olika sociala och miljöhotande problem såsom förorening, global uppvärmning, rasism, nazism, Ku Klux Klan, abort, homosexuella rättigheter, svält, terrorism, krig, avskogning, fattigdom, narkomani, överviktsproblem, miljöförstöring, ökande bensinpriser och brott mot mänskligheten. Videon visar även korta klipp av historiska personer, såsom Moder Teresa, Buddha, Abraham Lincoln, Robert Kennedy, Saddam Hussein, Joseph Stalin, Adolf Hitler, Benito Mussolini, Mao Zedong, och Mahatma Gandhi. Vissa scener, som scenen när napalm exploderar finns också med i Rise Against musikvideon för Ready to Fall.
När bandets logga visas för första gången i videon (på framsidan av Robs bastrumma), visas den som en komplett cirkel med de stilistradade bokstäverna ”LP” inom den. Däremot, när loggan visas varje gång efter detta, är cirkeln inte komplett, eftersom den blir separerad av två blanka ytor ovanför L:et och under P:et. Detta förklaras i ”Making of What I've Done", där bandet visar att originaltrummorna var felkonstruerade, och att de hade använt svart tejp för att skapa de blanka ytorna i cirkeln.

### Alternativ musikvideo
En ytterligare video, skapad exklusivt för Australien, visar ett helt annat scenario jämfört med den första; istället för klipp av mänskliga synder, berättar denna video om en kvinna som arbetar på ett statligt styrt farmaceutiskt företag, och som har kunskap om en plan att utveckla ett dödligt nytt virus för ”Samhällelig kontroll”, och – med hjälp av flera personer klädda i svarta huvförsedda tröjor med Linkin Parks logga på tröjorna – smugglar ut flera blodprov från mänskliga testpersoner av viruset för att avslöja konspirationen.